# 半木神社
半木神社（なからぎじんじゃ）は京都市左京区の京都府立植物園内に位置する神社である。

## 概要
上賀茂神社の境外末社で、この地では西陣の絹織物産業が発達していたため、かつては織物業の神として信仰されていた。現在は京都府立植物園の半木の森に位置している。神社名の由来は上賀茂神社（賀茂別雷神社）と下鴨神社（賀茂御祖神社）の間にあることから半木神社と言われるようになった。また別の説では、加茂川の氾濫により、上賀茂の浮田の森から三座の一つが流されてこの地に流れついたことから流木神社と呼ばれ、そこから転訛し現在の半木神社となったと言われている。

## 交通
- 京都市営地下鉄烏丸線北山駅より徒歩約8分[1]